# ブレス オブ ファイアIV うつろわざるもの
『ブレス オブ ファイアIV うつろわざるもの』（ブレス オブ ファイア フォー うつろわざるもの）は、カプコンが2000年4月27日に発売したPlayStation用コンピュータRPGである。ブレス オブ ファイアシリーズの通算4作目となる。

## 概要
2人の主人公「リュウ」と「フォウル」が存在し、物語の進行に合わせてリュウとフォウルを交互に操作していくことになる。オープニングにはアニメーションが採用されている。戦闘システムは基本的にこれまでのシリーズとほぼ同じであるが、今作は新たに「コンボシステム」が登場した。また、「釣り」や「共同体」といったなじみのあるシステムや、様々なミニゲームが存在する。グラフィックの大部分はドットで表現されているが、並行して3Dグラフィックも使用されている。
2002年9月12日には廉価版が『PlayStation the Best』で再発売された。2003年5月30日にはWindows用ゲームソフト『カプコンPCお得シリーズ』として移植され、こちらも2005年7月8日にソースネクストから『Quality1980』シリーズとして再登場した。2011年7月6日にはゲームアーカイブスでPlayStation PortableとPlayStation 3向けに配信開始された。2025年4月25日にWindows10・11対応したPC版としてGOGで配信される。
今作も、終盤でのプレイヤーの選択によってエンディングが分岐する。

## 世界観
本作品は、泥の海を挟んで東西に大陸が存在する。西側のフォウ帝国と東側の連合諸国は長い間戦争を続けていたが、1年前から休戦状態になっている。

### 地理

#### 東大陸
ニーナの住むウィンディアや、クレイが族長を務めるフーレンの里などがある。小国が多数存在しており、ルディア王国を盟主とした連合を結成している。大戦中はセネスタやチャンバなどの町が帝国の呪砲によって呪いで汚染された。大陸の西端には帝国の兵士が駐在しているハシビトの村があり、そこに設置された転送装置から西大陸へ渡ることができる。
ウィンディア
飛翼族が住む王国。ニーナの故郷でもある。高台にウィンディア城がそびえており、城は誰でも自由に出入りすることができる。城の地下には風の塔へ入るために必要な風切りのフエが保管されている。
フーレンの里
フーレン族の集落がある。クレイの故郷でもある。好戦的で、日々鍛錬に励む者もいる。クレイがルディアに連行された際はルディアとの戦争も辞さないと考える者も多く、一触即発の状態になった。
ルディア
東側諸国連合の盟主的存在の王国。ルディアの王子はウィンディアのエリーナ王女と婚約しているが、エリーナがセネスタで消息を絶った時は帝国に配慮して探索を行わなかった。ニーナとクレイが帝国から強制送還された際、連合の足並みを乱すとしてクレイを激しく責め立てた。
チェクの村
大昔に異世界から神々を召喚した人々の末裔がひっそりと暮らしている。召喚の影響で村の人々は年齢に反して幼い姿をしている。

#### 西大陸
西大陸全土を統治するフォウ帝国が存在する。東大陸から西側へ渡るためには、ハシビトの村にある転送装置を利用するか、シュークから船に乗ってリプまで行き、そこから陸路でパブパブの森を通り抜け、サルディン諸島の浅瀬を徒歩で渡って回り込む必要がある。建造物や人々が着用する衣服のデザインなどが、東大陸とは異なっている。
フォウ帝国
数百年前にフォウルによって一代で築かれた帝国。フォウルが復活するまで帝国を守り、復活した際には皇帝の座を譲る盟約を交わしている。しかし、その地位を明け渡したくない第13代皇帝ソーニルは、盟約を反故にして復活したフォウルを抹殺しようと画策する。歴代の皇帝はフォウルとソーニルのほかに第4代テムル・第5代ムーグル・第8代メイ・第9代シェイ・第12代アタルの名前が登場している。

#### その他の地域
パブパブの森
パブパブという毛むくじゃらの小柄な種族が暮らしている。パブパブ語という独特の言葉で会話をする。
サルディン諸島
島々が浅瀬で連なっており、干潮時は砂浜が露出し、徒歩で渡り歩くことができる。

### 用語
神（竜）
現世を治めるために人の手によって異世界から召喚された存在。役目を終えた神は、竜として現世の行く末を見守る。不変の存在であることから「うつろわざるもの」と呼ばれ、それに対して人間達のことを「うつろうもの」と呼ぶ。
呪砲
帝国が使用する兵器。生贄（ニエ）となる人間を呪いの砲弾として目標に撃ち出す兵器である。ニエの感じる苦痛を呪いの威力とし、ニエと目標との関係が深いほどその効果を発揮する。そのため、発射台でニエは拷問にかけられるような形になる。呪いは長い年月にわたって被弾地区を汚染する。
召喚術
西大陸の山奥にあるチェクの村に伝わる秘伝法で、代々この村が神を呼び出してきた。それとは別に帝国も召喚を行ったが、不完全な形で神が召喚された。
砂船
砂漠を渡るための船。この砂船を操縦するミニゲームも登場する。

## あらすじ
泥の海に隔てられた2つの大陸間では、西側のフォウ帝国と東側の連合諸国で古くから戦争が続いていた。長く続いた戦争は両国に疲弊をもたらし、双方は一時休戦を余儀なくされる。
休戦成立から1年後、戦災を被った人々を見舞うために前線の町・セネスタへ向かった東側連合のウィンディア王国王女・エリーナが消息を絶った。前線に捜索部隊を送ることでフォウ帝国を刺激することを恐れた東側連合は、大々的なエリーナ王女の捜索ができないでいた。エリーナの妹・ニーナは、東側連合のフーレン族族長・クレイと共に、エリーナ捜索へ旅立つことを決意するのだった。

## 登場人物

### 主要人物
リュウ
声 - 山口勝平
主人公。東大陸の街道で、巨大な竜が突如出現した後に現れた謎の青年。記憶がなく、自分が誰であるのかも全く分からず、心配したニーナと共に行動することになる。ニーナとアースラの沐浴を覗こうとする場面がある。奇相である竜眼や竜変身・竜召喚といった能力を持っている。その正体は、かつてフォウルが召喚された際に分離した彼の半身であり、フォウルの心と度々リンクする場面があった。チェク村の北にある召喚の地で、チェク村民を虐殺するラッソに激怒し、カイザードラゴンの力を引き出すが暴走してしまう。ラッソをはじめ、帝国兵を次々に惨殺していくが、ニーナによってなだめられ、正気を取り戻している。個人アクションは「剣で切る」、固有ウィルはない。
フォウル
声 - 千葉一伸
もう一人の主人公。数百年前に一代で西側を統一してフォウ帝国を築き、「神皇」と称される。その後、帝国と盟約を交わして自らを封印した。人間が存在するにふさわしいか疑問視している。一国を滅ぼすほどの強大な力を持ち、オンクー・アーターという2匹の獣を従えている。帝国から追われる中で、マミという女性と出会い、介抱されるが、帝国の追撃から自身を庇ったマミが呪砲のニエとなったのを知って人間に絶望し、帝国を壊滅させ、皇城でリュウの到着を待った。個人アクション・固有ウィルはない。リュウとフォウルのスキルは共有されており、フォウルが覚えたスキルをリュウも使うことができる。
オンクー・アーター
フォウルに仕える二頭の獣。オンクーは皇帝墓所、アーターは皇城を守護している。
ニーナ
声 - 氷上恭子
ウィンディア王国の第2王女。飛翼族であり、背中に桃色の翼を持つ。王家のよい育ちのために、世間知らずな一面も見られる。行方不明になった姉・エリーナを探すためにクレイと共に旅立った。クレイとは幼馴染である。個人アクションは「ジャンプ」であり、その場から垂直に飛翔して周囲の様子を観察することができる。固有ウィルは「ファイト」であり、ターン終了後に一定確率で前方にいる味方のヒットポイントを少量回復する。
クレイ
声 - 千葉一伸
フーレン族の族長であり、筋骨隆々とした青年。フーレンの里の代表として東側連合に所属する国々との付き合いがある。ウィンディア王国のニーナ・エリーナとは幼馴染である。ニーナからは「クレイ兄さま」と呼ばれる。行方不明のエリーナを探索するため、ニーナと共に砂舟に乗ってセネスタの町を目指す。アスタナの街で遂にエリーナと再会するが、彼女はユンナによって魔物と掛け合わせる人体実験を繰り返され、見るも無残な姿になっていた。エリーナの切望で彼女に神鉄の剣を突き立て殺害したが、その黒幕であるユンナを仕留める事は出来なかった。皆をまとめるリーダー的存在であるが、直情的なところがあり、そのことをアースラから窘められることがある。個人アクションは「押す」。固有ウィルは「かばう」。
マスター
声 - 犬山犬子
呪いに汚染されたチャンバの町で出会う。周囲の人々は鎧を装着した人物であると思っていたが、実際は神であるディースを封印していた鎧が、ディースの影響を受けて意思を持って動き出したものであった。さらに「マスター」とは、この鎧がディースに対して「主人」という意味で使用していた言葉であり、この鎧自身の名前はない。周囲の人々は、この鎧がまるで一人称のように「マスター」と言うため、この鎧の名前をマスターと勘違いしていた。後にディースから正式に「マスター」という名前を貰い、ディースのことはディース様と呼ぶように言われる。不気味な笑い方をするが、よく笑うところを間違える。個人アクションは「体当たり」。固有ウィルは「援護」であり、ターン終了後に一定確率で後方から援護射撃を行い、敵単体を攻撃する。
サイアス
声 - 石塚運昇
戦争中に東側の傭兵として雇われていた。背が高く犬のような風貌に、侍のような出で立ちをしている。口数が少なく、話す際はどもる。ニーナとリュウの監視役としてルディアに雇われていたが、リュウ達が何を成すのか興味を持ち、ルディアとの契約を解消して仲間となった。飄々としたマイペースな人物で、自然を愛し、のんびりとした生活を気に入っている。左利きで、刀による瞬速の居合いを得意とする。個人アクションはない。固有ウィルは「羅刹」で、瀕死になると一定確率で防御力の数値が攻撃力に変換される。防御力の数値だけ攻撃力が上昇するが、代償として防御力がゼロになるというデメリットがある。
アースラ
声 - 渡辺久美子
フォウ帝国の中隊長を務める女性。狐のような耳と尻尾を持ち、銃を扱う。職務に忠実で常に冷静沈着だが、フナムシが苦手である。神を探索するために中隊を率いて東側大陸を訪れる。結果的に帝国を目指すリュウ達の捕虜のような形となるが、アースラ本人はリュウ達を帝国の本部まで連行するという名目で旅に加わる。戦災孤児である自分を育ててくれたルーン将軍を慕っており、「おじいさま」と呼称することもある。軍人としての知識や意識は高いものの、女性としての羞恥心は薄く、海の男達の言葉を真に受けてお尻を平気で人前に晒そうとする場面がある（ただし、ニーナとの沐浴を覗こうとしたリュウに威嚇射撃をしているため、皆無ではない）。クレイとは当初、立場の違いなどから対立気味であったが、徐々に信頼を抱くようになる。個人アクションは「撃つ」。固有ウィルは「ガッツ」で、戦闘不能になっても一定確率で復活することがある。

### 東大陸
エリーナ
ウィンディアの第1王女であり、ニーナの姉。被災者の見舞いに訪れたセネスタで消息を絶つ。実はセネスタから帝国に連行されており、フォウルを殺すべくより強力な呪砲を発射させるためのニエとして、魔物と掛け合わせる事で生命力を永らえさせると言う人体実験の実験台となっていた。結果として肥大しすぎたその内臓は、下半身と替わって露出し、ニエになるには大きすぎるため、アスタナの別館に幽閉されていた。自身の下へたどり着いたクレイに懇願し、彼の手によってその生涯を終わらせた。ユンナだけでなくディースにも、竜に非常に近い存在になっていた事が言及されている。
ターボ
クレイの母親。クレイが族長になった後、フーレンの里を出て黄金平野でキャンプをしながら一人暮らしをしている。ルディアに捕われたクレイを救助するため、リュウ達に知恵を貸す。
マーロック
強欲な商人。リュウ達に関われば大儲けできると確信し、砂船を提供する。
ジグ
船乗り3兄弟の長男で禿頭に髭を生やしている。シュークの町に住んでいる。船乗りの掟を厳守しており、船に乗せてほしいと依頼してきたリュウ達に対して船乗りの試練を課す。

### 西大陸
ヨム
帝国の将軍。小柄な老人の姿をしている。皇帝からフォウル抹殺の命を受け、炎の魔物を召喚してフォウルを執拗に追い詰める。
ラッソ
帝国軍の隊長。アースラと同じく神を探索している。オネエ言葉で話す。攻撃的で、気に入らない者や無抵抗の者に手を上げるなど、傲岸不遜な言動が目立つ。札を使い鉄鬼を召喚する。リュウ達の前に度々現れては戦いを挑んで敗北しており、リュウ達を執拗に狙うようになった。チェク村ではリュウ達の居場所を聞くために村民を拷問・虐殺し、それを知って激怒したリュウが発動したカイザードラゴンによって殺された。
ユンナ
フォウ帝国の科学者。目的のためならば手段を選ばず、自らの実験のために他人の命を平気で弄ぶ残忍な人物。呪いを研究しており、帝国兵からは気味悪がられている。呪砲の「ニエ」を強化する人体実験の果てに「神」を造り出すことに興味を抱く。フォウルを介抱したマミをフォウルを殺すための呪砲のニエとした他、セネスタから連行したエリーナをさらに強力な呪砲のニエにするために人体実験を繰り返すなど、すべての黒幕として非道の限りを尽くしたが、作中で彼が何かの制裁を受けることは一度もなかった。
ルーン
帝国の将軍。アースラの育ての親でもある。武人然とした人物であり、ユンナとは対立している。
ソーニル
フォウ帝国第13代皇帝。復活したフォウルに皇位を譲ることを拒否し、盟約を反故にしてフォウル抹殺を画策する。ユンナから神鉄の剣を渡され、フォウルの暗殺を試み、手傷を負わせたものの、フォウルによって首を撥ねられ、死亡した。
ババデル
西大陸の山に一人で住んでいる樵の男。怪我を負ったフォウルの手当てをした。
マミ
西大陸のソン村で農業を営んでいる女性。戦災孤児であり、髪に鈴をつけている。手負いのフォウルを手当てした。フォウルを匿ったことが原因で帝国軍に連行される。そしてフォウルを殺すニエにされてしまい、苦しみぬいた上に死亡した。

### その他
ディース
フォウ帝国による不完全な召喚術で呼び出された神。実体を持てず、鎧の中に封印された。リュウに対し、古の神である竜神たちに会って力をつけるように促す。鎧の中は彼女の精神世界となっており、彼女の趣味が存分に生かされたつくりとなっている。
カーン
マーロックの用心棒をしている筋骨隆々とした男。行く先々に登場し、リュウ達に戦いを挑む。
前作のキャラクターであるレイ・ティーポ・モモが登場している。

## 関連商品

### 小説
ブレス オブ ファイアIV うつろわざるもの アルカイの竜
本作の小説化。ファミ通文庫より発行。全1巻。著：じょうもん弥生・挿絵：天野シロ。
- 1巻 2000年8月 ISBN 4-7577-0047-4

### 漫画
うつろわざるもの〜ブレス オブ ファイア4〜
本作の漫画化。漫画雑誌『月刊コミックブレイドアヴァルス』2007年11月号より連載。全5巻。作画は壱村仁。
- 第1巻 2008年6月10日発行 ISBN 978-4-86127-503-6
- 第2巻 2008年11月10日発行 ISBN 978-4-86127-556-2
- 第3巻 2009年4月10日発行 ISBN 978-4-86127-623-1
- 第4巻 2009年11月10日発行 ISBN 978-4861276767
- 第5巻 2010年5月10日発行 ISBN 978-4-861277-36-8

### 音楽
ブレス オブ ファイアIV オリジナル・サウンドトラック
CPCA-1043-4
本作品のサウンドトラック。CD2枚組・全67曲。
| #   | タイトル                                                                | 作詞 | 作曲・編曲 |
| --- | ----------------------------------------------------------------------- | ---- | ---------- |
| 1.  | 「Breath of Fire IV 〜オープニングアニメーション〜（作曲：岩代 太郎）」 |      |            |
| 2.  | 「おわりと、はじまり。〜メインテーマ〜」                                |      |            |
| 3.  | 「ラン・ストレイト」                                                    |      |            |
| 4.  | 「世界は足の下に」                                                      |      |            |
| 5.  | 「かるくヒネるのだ」                                                    |      |            |
| 6.  | 「勝ったらお宝2000」                                                    |      |            |
| 7.  | 「ゆっきん（ゆっくり&緊張）」                                           |      |            |
| 8.  | 「おわりと、はじまり。」                                                |      |            |
| 9.  | 「あかんあかんあかん」                                                  |      |            |
| 10. | 「ふんわり」                                                            |      |            |
| 11. | 「ファースト・エンペラー」                                              |      |            |
| 12. | 「いくさびと」                                                          |      |            |
| 13. | 「勝ち逃げ」                                                            |      |            |
| 14. | 「いくさするかみ」                                                      |      |            |
| 15. | 「砂漠の小さな村」                                                      |      |            |
| 16. | 「回さなくっちゃ、回らなくっちゃ」                                      |      |            |
| 17. | 「アンダープレッシャー」                                                |      |            |
| 18. | 「バスタードソード」                                                    |      |            |
| 19. | 「今日もはたらけ」                                                      |      |            |
| 20. | 「不調な頭」                                                            |      |            |
| 21. | 「苦い空気」                                                            |      |            |
| 22. | 「本当と夢」                                                            |      |            |
| 23. | 「足元に気をつけろ」                                                    |      |            |
| 24. | 「くらがり」                                                            |      |            |
| 25. | 「されど商隊は行く」                                                    |      |            |
| 26. | 「漢 〜おとこ〜」                                                       |      |            |
| 27. | 「小ゼニの音」                                                          |      |            |
| 28. | 「ブレイブ・ハート」                                                    |      |            |
| 29. | 「遺志」                                                                |      |            |
| 30. | 「ひつじでもかおうかな」                                                |      |            |
| 31. | 「自由落下」                                                            |      |            |
| 32. | 「あめは何時まで」                                                      |      |            |
| 33. | 「おなかにうずまき（カエルの歌）」                                      |      |            |
| 34. | 「ひらひら（ちょうちょ）」                                              |      |            |
| 35. | 「おしりにしましま（ぶんぶんぶん）」                                    |      |            |
| 36. | 「うつろわざるもの」                                                    |      |            |
| #   | タイトル                                                   | 作詞 | 作曲・編曲 |
| --- | ---------------------------------------------------------- | ---- | ---------- |
| 1.  | 「草原のうた」                                             |      |            |
| 2.  | 「コダマ」                                                 |      |            |
| 3.  | 「サウザンド・ウインズ」                                   |      |            |
| 4.  | 「聖地はるかに」                                           |      |            |
| 5.  | 「とととんととんと」                                       |      |            |
| 6.  | 「ナン・デ・サンバ?」                                      |      |            |
| 7.  | 「おさかなげっと」                                         |      |            |
| 8.  | 「おさかなでかいのつっちゃった」                           |      |            |
| 9.  | 「山水」                                                   |      |            |
| 10. | 「ひのように、つきのように」                               |      |            |
| 11. | 「ようせいだよう」                                         |      |            |
| 12. | 「ゲームオーバー」                                         |      |            |
| 13. | 「いのり」                                                 |      |            |
| 14. | 「死へすら勇ましく」                                       |      |            |
| 15. | 「呪い」                                                   |      |            |
| 16. | 「ツーリスモ」                                             |      |            |
| 17. | 「リプレイ」                                               |      |            |
| 18. | 「シーガルフライズ」                                       |      |            |
| 19. | 「お船でGo!」                                              |      |            |
| 20. | 「パブパブ・プカプカ」                                     |      |            |
| 21. | 「亡き王女のためのパヴァーヌ（作曲：モーリス・ラヴェル）」 |      |            |
| 22. | 「「滅」（めつ）」                                         |      |            |
| 23. | 「神のケモノ」                                             |      |            |
| 24. | 「暴帝のうたげ」                                           |      |            |
| 25. | 「竜の血 エンディングのための組曲 〜MIDIアレンジ〜」       |      |            |
| 26. | 「I 羽根いちまい、空から」                                 |      |            |
| 27. | 「II ゆっきん」                                            |      |            |
| 28. | 「III おわりと、はじまり。」                               |      |            |
| 29. | 「暴帝のうたげ 〜Remix〜」                                 |      |            |
| 30. | 「パブパブ・プカプカの歌」                                 |      |            |
| 31. | 「ゆめのすこしあと」                                       |      |            |
ブレス オブ ファイア I〜V オリジナル・サウンドトラック スペシャルボックス
CPCA-10146-56
シリーズ全体のサウンドトラック。2,000ボックス限定販売。CD11枚組。
上記『IV オリジナル・サウンドトラック』の構成をそのまま、ディスク8・9として再録している。

### 携帯電話アプリ
カプコンの携帯電話向け有料ゲームサイト「ケータイカプコン」にて、本作品の派生作品がいくつか配信されていた。
ブレス オブ 大富豪
2003年8月4日よりiアプリ・EZアプリ・Javaアプリ（現S!アプリ）で配信開始。ブレスキャラがトランプゲーム「大富豪」で対決する。
ブレス オブ ファイア 竜の釣り師
2004年11月1日よりiアプリ、2004年12月1日よりVアプリ（現S!アプリ）、2005年10月13日よりEZアプリで配信開始。本編のミニゲームであった「釣り」を単体のアプリにしたもの。
ブレス オブ ファイアIV アクションRPG 〜炎の剣と風の魔法〜
2007年11月1日よりiアプリ、2008年7月21日よりEZアプリ・S!アプリで配信開始。シリーズ初のアクションRPGである。
ブレス オブ ファイアIV 妖精たちと光のカギ
2008年11月4日よりiアプリ、2009年5月21日よりEZアプリで配信開始。上記の続編。
ブレス オブ ファイアIV 記憶の大樹
2011年5月2日よりiアプリで配信開始。